# Вартова башта (журнал)
«Вартова́ ба́шта оголо́шує Ца́рство Єго́ви» — релігійний журнал, що видається та поширюється Свідками Єгови з липня 1879 року. Є найпоширенішим у світі журналом.

## Назва

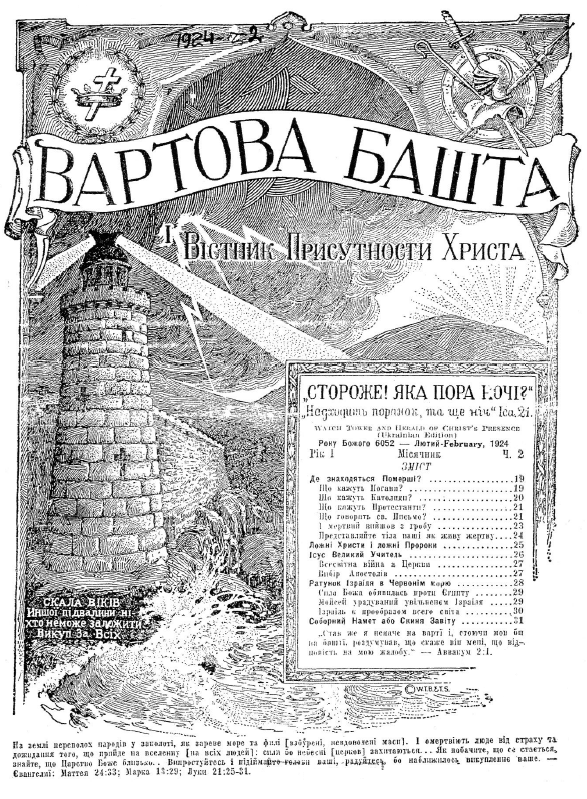
Обкладинка українського видання журналу «Вартова башта і вістник присутности Христа», число 2, 1924 рік.

Повна назва журналу змінювалась декілька разів:
- 1879 рік, липень — «Сіонська вартова башта і вісник присутності Христа»
- 1909 рік, січень — «Вартова Башта і Вісник Присутності Христа»
- 1939 рік, січень — «Вартова башта і вісник Царства Христа»
- 1939 рік, березень — «Вартова башта оголошує Царство Єгови»

При цьому скорочена назва журналу «Вартова башта» англійською мовою залишалась незмінною протягом усієї історії його існування. По суті, назва пов'язана з думкою про необхідність уважно стежити за подіями, що відбуваються, і за найменшими ознаками «здалеку» передбачити, як вони будуть розвиватися згідно з біблійними пророцтвами. В переносному значенні ця назва пов'язана із вартовими баштами за часів ізраїльського народу. На таких баштах знаходились пости для спостереження, які мали здалеку слідкувати за наближенням ворога та завчасно попереджати про майбутню небезпеку. Тому назва журналу була основана на наступних словах з Біблії:
"…Він пильнував, уважно вдивлявся, а тоді закричав, як кричить лев: «Єгово, я постійно стою на вартовій башті вдень і ніколи не покидаю свого посту вночі…» (Ісаї 21:7,8), Переклад нового світу

## Поширеність
Наклад одного номера журналу призначеного для поширення, становить 93 281 789 примірників, (для вивчення 13 825 000) і видається 357 мовами.

## Фінансування
Журнал фінансується коштом добровільних пожертв, це підтверджується приміткою на першій сторінці кожного випуску 
«Не для продажу. Видання цієї публікації є частиною всесвітньої програми біблійної освіти, яка підтримується добровільними пожертвами».